# Moulvoudaye
Moulvoudaye est une commune du Cameroun située dans la région de l'Extrême-Nord et le département du Mayo-Kani.

## Géographie
Moulvoudaye se trouve dans le yaéré, une large plaine servant de pâturage après le retrait des eaux.

## Population
Lors du recensement de 2005, la commune comptait 82 368 habitants, dont 12 383 pour Moulvoudaye Ville.
En 2013, la population est estimée à 101 872 habitants.
Selon les responsables de l'aire de santé de Moulvoudaye, la population actuelle (juin 2019) serait de 144 993 habitants.[réf. nécessaire]

## Structure administrative de la commune
Outre Moulvoudaye proprement dit, la commune comprend notamment les localités suivantes :
- Agami
- Agoyo
- Baknaï
- Banka Modi
- Bourloum
- Daram
- Gonaye
- Goudoum-Goudoum
- Goumlaye
- Gouzouma
- Horlong
- Kadaye
- Kafta
- Kaya
- Kobo
- Kolara
- Korré
- Hardéo
- Mayel Badji
- Moditane
- Ouro Biri
- Ouro Modi
- Yangong